# Carebara panamensis
Carebara panamensis is een mierensoort uit de onderfamilie van de Myrmicinae. De wetenschappelijke naam van de soort werd voor het eerst geldig gepubliceerd in 1925 door William Morton Wheeler.